# Universal Records
Universal Records était un label de musique américain appartenant à  Universal Music Group, qui fait partie de The Universal Motown/Universal Republic Group.
Fondé en 1995 sous le nom de Rising Tide Records, le label change de nom l'année suivante pour prendre celui d'Universal Records et commence à prospérer.  Il a été créé par l'actuel directeur général de l'Universal Music Group, Doug Morris, et par Daniel Glass, qui est devenu son président.
Le label a particulièrement réussi à faire percer de nouveaux artistes, comme Erykah Badu, Billie Myers, Goldfinger, et  The Lost Boyz, détenteurs de multiples disques platine dès leurs débuts.  Prenant acte du changement de paysage dans l'industrie du disque,  Glass a aligné Universal avec des labels indépendants comme Kedar Entertainment, qui a produit Erykah Badu, et Mojo Records, qui a produit Reel Big Fish, disque de platine, ou les Cherry Poppin' Daddies.
À la fin des années 1990 et au début des années 2000, le label a connu de remarquables succès avec  3 Doors Down, 98 Degrees, Jack Johnson, Lindsay Lohan,  Juvenile, ou Nelly, ou,  hors des États-Unis, avec le groupe Grinspoon.  En 1999, Universal Records a été fusionné avec Motown Records et Republic Records pour former The Universal Motown/Universal Republic Group, label sous lequel il opère maintenant. Ce label est l'un des plus grands au monde, produisant 250 artistes.
Le label est en sommeil depuis 2006, en raison de la création d'Universal Motown et d'Universal Republic Records, qui ont repris tous les artistes du label. Ces labels ont finalement été combinés pour former la dernière itération de Republic Records.
En 2023, le label reste inactif mais est crédité en tant que détenteur des droits d'auteur sur quelques albums actuels.

## Référence
- (en) Cet article est partiellement ou en totalité issu de l’article de Wikipédia en anglais intitulé « Universal Records » (voir la liste des auteurs).